# Emil Mellegård
Emil Mellegård (* 6. November 1997 in Göteborg) ist ein schwedischer Handballspieler. Der 1,95 m große linke Außenspieler spielt seit 2025 für den französischen Erstligisten Paris Saint-Germain und steht zudem im Aufgebot der schwedischen Nationalmannschaft.

## Privates
Sein Vater Mikael Mellegård, sein Onkel Glenn Mellegård Gustavsson, seine Cousine Olivia Mellegård sowie sein Cousin Pontus Mellegård sind ebenfalls Handballspieler.

## Karriere

### Verein
Emil Mellegård begann in der Jugend von Kärra HF mit dem Handballsport. 2013 wechselte der Linksaußen zu Redbergslids IK, bei dem er ab 2014 in der ersten schwedischen Liga, der Handbollsligan, eingesetzt wurde. Für den Göteborger Verein erzielte Mellegård in 157 Spielen 475 Tore, davon 41 per Siebenmeter.
Ab der Saison 2020/21 lief er für den deutschen Bundesligisten HSG Wetzlar auf. Im Sommer 2024 wechselte er zum dänischen Zweitligisten HØJ Håndbold. Nach einer Saison in Dänemark wechselte er im Sommer 2025 zum französischen Erstligisten Paris Saint-Germain.

### Nationalmannschaft
In der schwedischen Nationalmannschaft debütierte Mellegård bei der 21:22-Niederlage gegen Norwegen am 9. Juni 2017 in Elverum. Bei der Europameisterschaft 2022 erzielte er acht Tore in acht Spielen und wurde mit Schweden Europameister.